# Вотанізм
Вотанізм (англ. Wotanism, Wotansvolk) або одінізм (Odinism) — це германське неоязичництво або соціально-політичні течії, частково засновані на ідеях Девіда Лейна. Вотан — німецька назва германського бога, відомого в скандинавській міфології як Одін. Вотанізм Лейна пов'язаний з європейським Одінізмом.
Як філософська і релігійна течія сформувався на початку 30-х років XX століття в Веймарській республіці.

## Основні відомості
Витоки вотанізму можна віднести до часів Німецького відродження в XIX столітті, коли відроджується германо-скандинавська міфологія і цінності. Серед авторів, що зробили вплив на ідеї вотанізму називають Фрідріха Ніцше, Ріхарда Вагнера, А. Лангтаснера, Ґ. фон Ліста, К. Ґ. Юнґа та ін
Яскравим ідеологом і проповідником вотанізму в новітній історії США був Девід Лейн.
В останні роки вотанізм як філософська течія набуває все більшої популярності в США і деяких країнах Європи.